# Мушастий Владислав Миколайович
Владисла́в Микола́йович Муша́стий (1989—2024) — український військовослужбовець, сержант Збройних сил України, учасник російсько-української війни, що відзначився у ході російського вторгнення в Україну. Герой України (2025, посмертно).

## Життєпис
Народився 1989 року у Дніпропетровській області. 
З початку російського вторгнення в Україну став на захист країни. Служив у складі 25-ї окремої повітрянодесантної бригади як командир бойової машини — командир відділення парашутно-десантної роти.
Загинув 22 липня 2024 року під час виконання бойового завдання в районі с. Уманське Покровського району Донецької області.
Похований у Новопавлівській громаді Синельниківського району Дніпропетровської області.

## Нагороди
- Звання Герой України з удостоєнням  ордена «Золота Зірка» (13 червня 2025, посмертно) — за особисту мужність і героїзм, виявлені у захисті державного суверенітету та територіальної цілісності України, самовіддане служіння Українському народові[3].